# Rolf Lindner
Rolf Lindner (* 1945) ist ein deutscher Soziologe und Volkskundler.

## Akademischer Werdegang
Lindner studierte Soziologie, Publizistik und Psychologie an der Freien Universität Berlin und wurde dort 1975 mit einer Arbeit über Konsumgüterwerbung bei Wolf Lepenies promoviert. Nach einem Forschungsaufenthalt an der University of Chicago und der Habilitation (ebenfalls bei Lepenies) lehrte er bis 2010 als Professor am Institut für Europäische Ethnologie an der Humboldt-Universität zu Berlin. Von 2009 bis 2011 hatte er an der HafenCity Universität in Hamburg eine Gastprofessur für den Studiengang Kultur der Metropole inne. Lindner war Visiting Fellow am Kulturwissenschaftlichen Institut (KWI) Essen (1992/93), Senior Fellow am Internationalen Forschungszentrum Kulturwissenschaften (IFK) Wien (1998/99) sowie Senior Fellow am Labor Populäre Kulturen am Institut für Sozialanthropologie und Empirische Kulturwissenschaft der Universität Zürich (2017). Er ist erster Urban Fellow der Stadt Wien und zweimaliger Preisträger des Ideenwettbewerbs „PUSH für die Geisteswissenschaften“ des Stifterverbandes für die Deutsche Wissenschaft (1999, 2006).
Lindner hat intensiv zur Geschichte der Kulturwissenschaften, namentlich im Bereich der Stadtforschung und der Cultural Studies, geforscht und publiziert.
Er ist im wissenschaftlichen Beirat der Zeitschrift Historische Anthropologie und der Zeitschrift Sport und Gesellschaft. Von 1998 bis 2007 war er Mitglied des Editorial Board der Zeitschrift Cultural Studies.

## Schriften (Auswahl)

### Monographien
- Das Gefühl von Freiheit und Abenteuer. Ideologie und Praxis der Werbung. Campus, Frankfurt am Main 1977, ISBN 3-593-32535-7.
- Sind doch nicht alles Beckenbauers. Zur Sozialgeschichte des Fussballs im Ruhrgebiet. Syndikat, Frankfurt am Main 1978, ISBN 3-8108-0073-2 (2. Auflage 1979).
- Die Entdeckung der Stadtkultur. Soziologie aus der Erfahrung der Reportage. Suhrkamp, Frankfurt am Main 1990, ISBN 3-518-58020-5 (Neuauflage mit einem aktuellen Nachwort, Campus, Frankfurt am Main 2007, ISBN 978-3-593-38482-5).
  - The reportage of urban culture, Robert Park and the Chicago school. Übersetzung der ersten Auflage ins amerikanische Englisch von Adrian Morris, Jeremy Gaines und Martin Chalmers, Cambridge University Press, Cambridge (Massachusetts)/New York 1996, ISBN 0-521-44052-1.
- Die Stunde der cultural studies. WUV, Wien 2000, ISBN 3-85114-509-7.
- Walks on the Wild Side. Eine Geschichte der Stadtforschung. Campus, Frankfurt am Main 2004, ISBN 3-593-37500-1.
- Berlin, absolute Stadt. Eine kleine Anthropologie der großen Stadt. Kadmos, Berlin 2016. ISBN 978-3-86599-303-8.

### Herausgeberschaften (Auswahl)
- Punk Rock. Verlag Freie Gesellschaft, Frankfurt am Main 1978, ISBN 3-88215-043-2.
- Der Fussballfan. Ansichten vom Zuschauer. Syndikat, Frankfurt am Main 1980, ISBN 3-8108-0154-2.
- Der Satz „Der Ball ist rund“ hat eine gewisse philosophische Tiefe. Sport, Kultur, Zivilisation. Transit-Buchverlag, Berlin 1983, ISBN 3-88747-015-X.
- Die Wiederkehr des Regionalen. Über neue Formen kultureller Identität. Campus, Frankfurt am Main 1994, ISBN 3-593-35176-5.
- Wer in den Osten geht, geht in ein anderes Land: Die Settlementbewegung in Berlin zwischen Kaiserreich und Weimarer Republik. Akademie-Verlag, Berlin 1996, ISBN 3-05-003065-8.
- Die Zivilisierung der urbanen Nomaden. Henry Mayhew, die Armen von London und die Modernisierung der Lebensformen. LIT-Verlag, Münster 2005, ISBN 3-8258-8696-4.
- Unterschicht. Kulturwissenschaftliche Erkundungen der „Armen“ in Geschichte und Gegenwart. Rombach, Freiburg (Br.) 2008, ISBN 978-3-7930-9519-4.

### Aufsätze
- Punk rules, OK! In: Ästhetik & Kommunikation. Band 9, Nr. 31 = Nr. 78, 1978, S. 57–63.
- Robert E. Park (1864–1944). In: Dirk Kaesler (Hrsg.): Klassiker der Soziologie. Band 1: Von Auguste Comte bis Norbert Elias (= Beck'sche Reihe. 1288). C. H. Beck, München 1999, ISBN 3-406-42088-5, S. 213–229.
- Konjunktur und Krise des Kulturkonzepts. In: Lutz Musner, Gotthart Wunberg (Hrsg.): Forschung – Praxis – Positionen. WUV, Wien 2002, ISBN 3-85114-681-6, S. 69–87.
- Vom Wesen der Kulturanalyse. In: Zeitschrift für Volkskunde. Band 99, 2003, S. 177–188.
- Richard Hoggart (*1918). „A shabby cat from the council house“. The Uses of Literacy und das Centre for Contemporary Cultural Studies, Birmingham. In: Martin Ludwig Hofmann, Tobias F. Korta, Sibylle Niekisch (Hrsg.): Culture Club II. Klassiker der Kulturtheorie (= Suhrkamp-Taschenbuch Wissenschaft. 1798). Suhrkamp, Frankfurt am Main 2006, ISBN 3-518-29398-2, S. 164–183.
- Die Stadtlandschaft als Geschmackslandschaft. In: Stefanie Krebs, Manfred Seifert (Hrsg.): Landschaft quer Denken. Theorien – Bilder – Formationen (= Schriften zur sächsischen Geschichte und Volkskunde. 39). Leipziger Universitätsverlag, Leipzig 2012, ISBN 978-3-86583-612-0, S. 185–199.